# Aldo Spagnolo
Aldo Michele Spagnolo (Brindisi, 15 maggio 1920 – Klisura, 9 gennaio 1941) è stato un militare italiano, insignito della medaglia d'oro al valor militare alla memoria nel corso della seconda guerra mondiale.

## Biografia
Nacque a Brindisi il 15 maggio 1920, figlio di Francesco, militare di carriera nel Regio Esercito, e Maria Labruna. Frequentò inizialmente la scuola elementare Gian Battista Perasso, e poi seguì la famiglia a Pallanza, li trasferitasi in seguito a cambio di servizio del padre. A Pallanza frequentò la scuola industriale e poi quella commerciale, spostandosi di volta in volta a Lecce, Trieste, Reggio Calabria, dove transitò al Liceo scientifico, Napoli e Matera. Conseguita la licenza liceale si iscrisse al primo anno di Scienze coloniali nell'Istituto Orientale di Napoli, imparando nel contempo anche la lingua tedesca. Interruppe gli studi all'atto dell'entrata in guerra del Regno d'Italia, avvenuta il 10 giugno 1940, per arruolarsi volontario come semplice camicia nera nella 155ª Legione CC.NN. "Bradano". Chiesto ed ottenuto di passare ad un reparto combattente, nel novembre del 1940 fu trasferito al CLV Battaglione CC.NN. d'assalto "Matera", ed assegnato al plotone comando, partiva per l'Albania un mese dopo. Cadde in combattimento nella zona di Klisura il 9 gennaio 1941, e fu successivamente insignito della medaglia d'oro al valor militare alla memoria.

### Fonti
1. 1 2 3  Combattenti Liberazione.
2. 1 2 3  Gruppo Medaglie d'Oro al Valor Militare 1965, p. 536.
3. 1 2 3  Cafiero, Martinese 2015, p. 14.
4. ↑   Medaglia d'oro al valor militare, su quirinale.it, Quirinale. URL consultato l'11 luglio 2021.